# San Roque (Colombia)
San Roque è un comune della Colombia facente parte del dipartimento di Antioquia.
Il centro abitato venne fondato da Gregorio Toro, Leandro Gómez e Raimundo Piedrahíta nel 1880, mentre l'istituzione del comune è del 1884.